# Setaria incrassata
Setaria incrassata är en gräsart som först beskrevs av Ferdinand von Hochstetter, och fick sitt nu gällande namn av Eduard Hackel. Setaria incrassata ingår i släktet kolvhirser, och familjen gräs. Inga underarter finns listade i Catalogue of Life.